# عبد الحليم علي (ملحن)
عبد الحليم علي (1907-1971) ملحن مصري. درس الموسيقى في مدرسة برجرين الألمانية في القاهرة، ثم في مدرسة المعلمين العليا بباريس، وحصل منها على دبلوم العزف على الكمان عام 1933، ثم إجازة في التربية والتعليم من نفس المدرسة عام 1935.
أنشأ مدرسة للمتفوقين في الموسيقى، وكان رئيساً لها.

## ألحانه
غنى له عبد الحليم حافظ في بداية مشواره الفني أغنيتي «أمل»، و«لما ترعاني»، كماغنت له أحلام «يا هنايا» (من تأليف إبراهيم رجب)، كما لحن العديد من الأوبريتات، والبرامج الإذاعية الغنائية، منها ما هو مذكور أدناه:
| البرنامج       | المؤلف           | بعض المشاركين فيه                                         |
| -------------- | ---------------- | --------------------------------------------------------- |
| الطير الحائر   | إبراهيم رجب      | سيد الليثي، وإسماعيل شبانة، وعصمت عبد العليم، وعواطف علوي |
| الشاعر والوردة | أحمد حلمي        | عصمت عبد العليم وإسماعيل شبانة                            |
| خوفو           | عبد القادر محمود | محمد عبد المطلب، وحورية حسن، وسيد إسماعيل                 |
| علي بابا       | إبراهيم رجب      |                                                           |
| موكب الربيع    | كمال منصور       | عبد الحليم حافظ ومديحة عبد الحليم، وسوسن فؤاد             |
| موكب النيل     | إبراهيم رجب      | عبد الحليم حافظ، وإسماعيل شبانة، وحفصة حلمي               |
| معروف الإسكافي | إبراهيم رجب      | عبد الحليم حافظ، وحسن أبو زيد، وحفصة حلمي، وشفيق جلال     |

## وصلة خارجية
عبد الحليم علي على قاعدة بيانات الأفلام العربية.